# Humberto Baena
José Humberto Baena Alonso (1950-1975) fue un militante del Frente Revolucionario Antifascista y Patriota (FRAP). Murió ejecutado, mediante fusilamiento, el 27 de septiembre de 1975 en el municipio madrileño de Hoyo de Manzanares. Forma parte de las últimas personas condenadas a muerte por justicia militar y ejecutada en España.
El 27 de septiembre de 1975 fueron sentenciados a muerte, además de Humberto Baena, los militantes del FRAP, José Luis Sánchez Bravo y Ramón García Sanz y los militantes de ETA Juan Paredes (Txiki) y Ángel Otaegui. Estas fueron las últimas ejecuciones de la dictadura franquista, poco antes de la muerte del dictador. Estas muertes levantaron una ola de protestas y condenas contra el Gobierno de España dentro y fuera del país, tanto a nivel oficial como popular.

## Biografía
Nacido en Vigo en 1950, después de finalizar el bachillerato superior empezó la carrera de Filosofía y Letras en la Universidad de Santiago de Compostela, ayudado con el dinero que le mandaban unos parientes cercanos, pues sus padres carecían de recursos. Durante el primer curso de carrera, fue detenido, juzgado y expedientado por participar en unas manifestaciones estudiantiles en Santiago de Compostela en 1970. De este proceso salió absuelto en el año 1972, aunque tardaron dos años en hacer el juicio. Estuvo un mes en la cárcel, en las comisarías de Vigo, Santiago de Compostela y La Coruña.
Debido a este proceso tuvo que dejar los estudios. Intentó trabajar en distintos sitios encontrando obstáculos debido a que en las fábricas exigían un certificado de buena conducta, que la policía se negaba a darle, a pesar de haber sido absuelto. Tampoco podía tener pasaporte, ni carné de conducir. Por ello, tuvo que trabajar de forma ocasional, en un comercio, de camarero, de vendedor de libros, etcétera.
Hizo el servicio militar en Colmenar Viejo (Madrid). Debido a su ficha policial, fue vigilado constantemente por personal del SIM (Servicio de Información Militar) del cuartel. Es destinado a un cuartel de castigo en Hoyo de Manzanares. Se hizo militante del Partido Comunista de España (marxista-leninista) mientras cumplía su servicio militar.
Al finalizar el mismo, volvió a Vigo. Empezó a trabajar de peón de fundición en Fumensa, una empresa de 150 obreros. Allí trabajó durante cinco meses. En 1974 participó en el lanzamiento de cócteles molotov contra una sucursal del Banco de Bilbao en Vigo en protesta por la ejecución de Salvador Puig Antich. El Día 1 de mayo de 1975 se celebró una manifestación en Vigo. En ella, un policía de paisano disparó "al aire" causándole la muerte a Manuel Montenegro, un empleado de Fenosa que se encontraba trabajando en el recinto de la empresa, desde donde estaba viendo la manifestación. Xosé Humberto no participó en ella pero, cuando se enteró de lo sucedido, él y otros compañeros recaudaron dinero para ponerle una corona de flores y una esquela en el Faro de Vigo. Para publicarla, dieron su nombre y el DNI. Al día siguiente la policía empieza a buscar y a detener a los que participan en la colecta y, para evitar su detención, pues ya conocía los métodos usados para hacer confesar delitos no cometidos, primero decidió huir a Portugal, aunque finalmente se refugia en Madrid para continuar con la lucha política.
Es detenido el 22 de julio de 1975, acusado de matar al policía Lucio Rodríguez Martínez. No se tuvo en cuenta un testimonio que declaró que no se parecía al autor del atentado y fue condenado a muerte.

## La ejecución
El Consejo de Ministros del viernes 26 de septiembre confirma las penas de muerte de cinco encausados. Hay varias protestas de abogados en el Colegio de Abogados de Barcelona y se realizan gestiones con la Santa Sede. 
En Barcelona fue ejecutado Juan Paredes Manot, Txiki, de 21 años, y en Burgos, Ángel Otaegui, de 33. Ambos, acusados de pertenecer a ETA. En Hoyo de Manzanares (Madrid), José Luis Sánchez Bravo, de 22 años, Ramón García Sanz, de 27, y José Humberto Baena Alonso, de 24, miembros del Frente Revolucionario Antifascista y Patriota (FRAP).
En Hoyo de Manzanares los fusilamientos los hicieron tres pelotones compuestos cada uno por diez guardias civiles o policías, un sargento y un teniente, todos voluntarios. A la 9.10, los policías fusilaron a Ramón García Sanz. A los 20 minutos, a José Luis Sánchez Bravo y poco después a Humberto Baena. A las 10.05 todo había concluido. No pudo asistir ningún familiar de los condenados, pese a ser "ejecución pública", según marcaba la ley.
Los cadáveres de los tres miembros del FRAP fueron enterrados la misma mañana de su ejecución en Hoyo de Manzanares. Los restos de Sánchez Bravo serían trasladados, posteriormente, a Murcia, y los de Ramón García Sanz, al cementerio civil de Madrid. Los de José Humberto Baena fueron trasladados a Vigo ocho días después, para evitar las manifestaciones y la posibilidad de que hubiese más muertes.

## Reacciones y protestas
Cuando el viernes 26 de septiembre el Consejo de Ministros por unanimidad y siguiendo las directrices de Francisco Franco aprueba el fusilamiento de cinco de los once condenados a pena de muerte se produce una inmensa conmoción. Franco había ignorado todas las peticiones de clemencia que le habían llegado, desde el papa Pablo VI hasta su hermano Nicolás Franco pasando por el primer ministro sueco Olof Palme o el presidente de México Luis Echeverría. Los titulares de la prensa española proclamaban la generosidad del régimen por haber indultado a seis de los once condenados. Bajo el título Hubo clemencia la prensa se plegaba a las consignas del régimen sin que se oyera una palabra disonante.
En el País Vasco se decretaba una huelga general en pleno estado de excepción que era seguida mayoritariamente, por las diferentes ciudades españolas se multiplicaban los paros y las protestas, y en el mundo el clamor contra las ejecuciones no cesaba.
Las irregularidades de los procesos realizados ya habían sido denunciadas por el abogado suizo Chistian Grobet que había asistido como observador judicial al consejo de guerra de Txiki en nombre de la Federación Internacional de Derechos del Hombre y de la Liga Suiza de Derechos del Hombre en cuyo informe del 12 de septiembre dice: 

jamás el abajo firmante, desde que sigue los procesos políticos en España, ha tenido una impresión tan clara de asistir a un tal simulacro de proceso, en definitiva a una siniestra farsa, si pensamos un momento en el provenir que les aguarda a los acusados

El presidente mexicano Luis Echeverría pide la expulsión de España de las Naciones Unidas, doce países occidentales retiran a sus embajadores de Madrid. Las embajadas españolas de diversas ciudades son atacadas por los manifestantes quemándose la de Lisboa.
La respuesta del régimen es la convocatoria de una manifestación de adhesión en la madrileña plaza de Oriente, manifestación preparada por el teniente coronel José Ignacio San Martín, en la que Francisco Franco, físicamente muy debilitado, acompañado del entonces príncipe de España Juan Carlos de Borbón, proclama: 

Todo lo que en España y Europa se ha armado obedece a una conspiración masónico-izquierdista, en contubernio con la subversión comunista-terrorista en lo social, que si a nosotros nos honra, a ellos les envilece.

Esta fue la última aparición pública del dictador.

### En el País Vasco
El sábado día 27 de septiembre comienza una huelga general de tres días de duración, hasta el 30, que fue mayoritariamente seguida, se estima que pararon más de 200 000 trabajadores. Era la tercera huelga general que se convocaba ese septiembre y ya había habido otras protestas en agosto. Aun estando declarado el estado de excepción en Vizcaya y Guipúzcoa, los talleres y fábricas se paran, se cierran los comercios y bares y hasta los barcos de pesca se quedan en puerto. Se realizan manifestaciones en todas las poblaciones importantes que son reprimidas con violencia por la Policía Armada y la Guardia Civil llegándose a utilizar fuego real. Se realizan funerales en casi todas las poblaciones vascas, en San Sebastián se convoca un funeral para el día 30 a las 19:00 en la catedral del Buen Pastor cooficiado por el obispo monseñor Setién y otros 30 sacerdotes; finalmente no se puede celebrar por estar tomado por la policía la plaza y el templo. Aun así se concentra una gran cantidad de personas y los disturbios duran hasta bien entrada la noche. Durante los disturbios se producen disparos de bala y un niño es herido. Los disparos de fuego real son comunes en la represión de las manifestaciones.
Los tres días de huelga general se convierten en tres días de protestas generalizadas en las calles de los pueblos y ciudades del País Vasco. La respuesta del gobierno fue la de tomar las poblaciones con Policía Armada y Guardia Civil, pero aun así los disturbios son generalizados en las tres provincias vascas y en Navarra.

### En el resto de España
En otras partes de España las protestas son mucho menores. En Barcelona se hicieron diferentes manifestaciones que fueron reprimidas por la policía. Hay protestas en algunas ciudades, que también son reprimidas por los cuerpos policiales del régimen. 

### En el mundo
La reacción internacional es fuerte, tanto a nivel gubernamental como popular. Los países de la Comunidad Económica Europea piden el indulto de los condenados (expresado en Londres por el embajador italiano), lo mismo que la Santa Sede y las Naciones Unidas. Hay protestas populares en casi todas las ciudades importantes y capitales. Se llega a asaltar o intentar asaltar las embajadas y consulados españoles y se boicotean los intereses de España en algunos lugares como en Francia. 
Algunos gobiernos, como el de Noruega, Reino Unido u Holanda, llaman a su embajador en Madrid, en Copenhague la Alianza Atlántica aprueba una moción de protesta contra las condenas y exhorta a los países miembros que no hagan nada que pueda favorecer el ingreso de España en ese organismo.
El presidente de México pide que España sea expulsada de la ONU, expulsa al embajador español y suspende contacto con España, las protestas se extienden por todos los países tanto "occidentales" como "orientales". Las manifestaciones y actos de protesta, donde hay fuertes disturbios, son numerosas.

## Reclamaciones legales
Los familiares de Humberto Baena no han cesado de intentar que se revisase el caso, ya que una testigo del asesinato que se le imputaba a Baena, no lo reconoció. José Humberto Baena Alonso, declaró en el juicio: 

"Afirmo que soy militante del Partido Comunista de España (marxista-leninista). No he participado en los hechos que se me imputan".

Continuó denunciando las torturas a que había sido sometido y levantando sus manos atadas por las esposas se dirigió a los militares del Tribunal diciendo: 

"Yo puedo enseñar las huellas, que quedan en mi cuerpo, de todas las torturas que he soportado. Si ustedes quieren, las pueden ver en cualquier momento".

## Reconocimiento de nulidad de la condena
En agosto de 2025, el Gobierno de España declaró ilegítima y nula la condena a muerte dictada en 1975 contra Xosé Humberto Baena Alonso, militante del Frente Revolucionario Antifascista y Patriota (FRAP). La decisión formal se plasmó en una “Declaración de Reconocimiento y Reparación Personal” enviada al entorno familiar por Ángel Víctor Torres, ministro de Política Territorial y Memoria Democrática.
Este acto del Gobierno constituye un gesto simbólico de reparación histórica, alineado con los principios de la Ley de Memoria Democrática de 2022, que declara “ilegítimas y nulas” las condenas políticas del franquismo y establece el derecho a una reparación moral y simbólica.

### Libros
- Sánchez Erauskin Javier (1978), «El viento y las raíces», (Libro en homenaje a Txiki y Otaegi, y que fue secuestrado y prohibido aquel mismo año. Dos años más tarde, el periodista tuvo que comparecer ante la Audiencia Nacional acusado de «apología del terrorismo» a raíz de aquella publicación, cuyos derechos de autor habían sido cedidos a las madres de Jon Paredes y de Anjel Otaegi).(Ver en línea).
- Sánchez Erauskin, Xabier (2007). Txiki, haizea eta sustraiak. Bilbao: Haizea eta Sustraiak Kultur Elkartea. ISBN 978-84-96536-87-6.

- VVAA: 27 de septiembre de 1975. Cinco héroes del pueblo La primera edición enero de 1976 por la Agencia de Prensa España Popular (A.P.E.P.). La segunda edición se realizó en septiembre de 1978. En septiembre de 2005 se realiza la tercera edición, realizada por Tiempo de Cerezas. Ediciones, respetando íntegramente todos los textos de la segunda edición; algunas de las fotografías e ilustraciones no se han podido reproducir.

### Documentos
- Carta de despedía a sus padres antes de ser fusilado Leer en línea

### Revistas
- Interviu (19/09/2005): Documento en conmemoración del treinta aniversario de los fusilamientos. (Leer en línea) (enlace roto disponible en Internet Archive; véase el historial, la primera versión y la última).
- FRAP, 27 de septiembre de 1975 Grupo Edelvec Edición Vangurdia obrera, Madrid 1985 (Leer en línea)

### Filmografía
- Aguirre, Iñaki: El viento y la raíz (2007). (Ver en línea)
- Dufour, Adolfo: Septiembre del 75 (2008). Ver noticia en línea (enlace roto disponible en Internet Archive; véase el historial, la primera versión y la última).. Página oficial
- García Sánchez, J.L: La noche más larga (1991). Ver en línea